# Lobo
Lobo je izmišljeni lik koji se pojavljuje u stripovima izdavačke kuće DC Komilks. Lik Loboa je stvoren od strane Rodžera Slifera i Kit Gifena, koji se prvi put pojavio u Omega Men #3 stripu (Jun 1983). Lobo je vanzemaljac rođen na utopijskoj planeti Czarnia. Radi kao međuzvezdani plaćenik i lovac na glave. 
Lobo je prvobitno predstavljen kao očvrsnuti zlikovac u 1980 godinama, ali je ubrzo prestao biti korišćen od strane pisaca. Ostao je u limbu sve dok nije predstavljen kao anti-herojski bajker u svom stripu u ranim 1990. Pisci su pokušali da koriste Loboa kao parodiju junaka tokom 1990 godine gde su junaci tada bili „mračni i oštri“ u superherojskim pričama, oličen od strane Marvel Komiks sa likovima kao što su Kejbl, Vulverin i Panišer, ali je umesto toga oduševljeno prihvaćen od strane ljubitelja takvih likova. Ova popularnost je dovela do toga da sam lik bude više izražen u pričama DC Komiks. Lobo je debitovao u igranom filmu 2019 godine u premijernoj epizodi druge sezone televizijske serije Kripton, prikazan od strane Emeta J. Skanian.

## Razvoj lika
Lik je uživao kratkoročan niz kao jedan od DC najpopularnih likova tokom 1990 godina. Ova verzija je namenjena kao satira Marvelovog superheroja Vulverin. U stripu Dedpul #41 broju, posebnoj Marvel seriji, Lobo je parodiran kao „Prljavi Vuk“, ogromni čovek sa plavom kožom koji vozi demonski motocikl. Takođe je parodiran u Imidž Komiks seriji stripa Bladvulf kao „Bolo“ i u Top Komiks seriji stripa Satanovih Šest.
U intervjuju 2006 godine, Kit Gifen je izjavio, „Nemam pojma zašto je Lobo postao popularan... Zamislio sam ga kao loša verzija Panišera, Vulverin herojskog prototipa ali je umesto toga postao predstavnik nasilnih junaka. Neverovatno.“ Kasnije je izjavio da su Lobo i Ambuš Buba izvedeni od strip lika Lunatik, koji je stvorio u srednjoj školi.
Lobo je bio omiljen lik Sten Lija od strane DC Komiks.

## Istorija izdavanja
Lobo je predstavljen kao redovan lik u Kit Gifenovom i Rodžer Sliferovoj seriji stripa Zeleni fenjer i Mladi Titani spin of Omega Men. Tada kad je strip pisan, bio je Velorpian čija je cela rasa bila istrebljena od strane Psionsa. Imao je partnera Bedlama kojeg kasnije ubija. Međutim, kasnije je njegovo poreklo prepravljeno. 
Posle pojavljivanja koje je dobro prihvaćeno od strane čitalaca u stripu Liga Pravde Internacional, Lobo postaje redovan lik u L.E.G.I.O.N i njihovog nastavka R.E.B.E.L.S.
Pojavio se u sopstvenoj četvorodelnoj mini seriji 1990 pod nazivom, Lobo: Poslednji Czarnian, pisan od strane Gifena i Alana Granta, crtan od strane Simon Bisleja, koji je promenio njegovo poreklo: postao je poslednji Czarnian pošto nasilno ubija svakog člana svoje vrste. Ova miniserija dovela je do naknadne miniserije i specijalna izdanja, uključujući Lobokop, parodija na Robokapa, Gorući Lanac Ljubavi, gde biva poslat na misiju u harem; Paramilitarni Božićni Specijal, u kom je angažovan od strane Uskršnjeg Zeca da ubije Deda Mraza; Čedomorstvo, gde ubija svoju ćerku i sve ostale koji su se skupili da ga ubiju; Konvencija Specijal, parodija na konvencije stripova; i Neamerički Gladijatori, u kom Lobo učestvuje u smrtonosnoj verziji televizijskog šoua. Sajmon Bislijev mračni humor se dobro uklapa u stranice gde se razna kasapljenja dešavaju u pozadinama svakog panela. Lobo je takođe imao svoju seriju stripa od 64 broja, od 1993 do 1999.
Lobo se redovno gostuje i u drugim serijama stripova, međukompanijske interakcije sa drugim likovima kao što su Maska, Sudija Dred, i Autoritet. Tokkom DC protiv Marvel krosover serije, borio se protiv Vulverina gde gubi zbog manje glasova od strane čitalaca. Takođe se kratko pojavljuje u LPA/Osvetnici među-kompanijski krosover, gde je prikazan da se bori protiv Šiar Kraljevske Garde; iako ishod nije prikazan, spomenuto je da Garda ima probleme da ga obuzda.
Lobo je imao nekoliko pojavljivanja u animiranim serijama u 1990/2000 eri DC Animiranog Univerzuma. Jednog trenutka, animirana serija i video igra sa Lobom u glavnoj ulozi ali bivaju ukidani zbog nepoznatih razloga. Međutim, veb serija od 14 kratkih epizoda je izbačena 2000 godine.

## Izmišljena biografija lika
Lobo je Czarnian sa izuzetnom snagom i izdržljivošću. On uživa ništa manje od besmislenog nasilja i opijanja, jer je smrt kraj sam po sebi; njegovo ime grubo se prevodi kao „on ko proždire iznutrice i temeljno uživa u tome“. On je arogantan, usresređen samo na sebe, fokusiraći se samo na svoje uživanje, iako ponosno živi da izvršava obećanja doslovce – ali ne više nego što je obećao. Lobo je poslednji od svoje vrste, počinivši potpun genocid ubijaći ostale Czarniance iz zabave. Opisano u Lobo #0, Lobo oslobađa hordu nasilnih letećih škorpiona na svoj svet, ubijajući većinu svojih sunarodnika.
Fizički, Lobo podseća na ljudskog muškarca sa kožom jarko bele boje, u osnovi sa crvenim očima i crnim kapcima. Kao i većina mnogih superherojskih strip junaka, Lobovo telo je veoma mišićavo, iako u prvim pojavljivanjima je bio mnogo vitkiji i manje glomazan u poređenju sa kasnijim izdanjima. Originalno prikazan sa urednom podšišanom ljubičastom-sivom kosom, kasnije je imao dugu crnu kosu sa dredovima a kasnije i pompadur frizuru. Slično, njegova narandžasto ljubičasta odeća koju je nosio u prvim pojavljivanjima zamenjena je sa bajkerskom crnom kožnom odećom. U određenim izdanjima nosio bih oficirsku odeću, piratsku i kombinezon bez rukava. Njegov arsenal uključuje mnogobrojne puške i pištolji. Na desnoj ruci nosi titanijumski lanac sa kukom. Dodatno oružje uključuje ručne granate i satare.
Lobovi prijatelji uključuju Doga, buldog za kojeg tvrdi da nije njegov kad god ga uvuče u nevolju, Džonas Glim, kolega lovac na glave, Ramona, koja radi kaucije/frizer; i Gaj Gardner, čije prijateljstvo je cementirano kada je Lobo došao u Gajov bar Ratnici gde mu je poklonio jedan od svojim svemirskih motocikala i glavu Tormokovog vođe Bronk.
Dog biva ugažen na smrt od strane Loboa u stripu Lobo #58 kada tvrdi da nije njegov Supermenu, tvrdeći ovo poslednji put. Dog se nedugo pojavljuje nedugo uz Loboa kad on biva poslat na Zemlju da se bori protiv Zelenog Fenjera i Atrocitusa. Njegovi neprijatelji su: dobroćudni heroj/parodija Goldstar, Lu, Vril Doks, Bladhaund, demon Etrigan i General Glori- Lobo obično pokušava da ubije svakog koga je poslat da uhvati, uključujući njegovu učiteljicu u četvrom razredu pod imenom Miss Trib, njenu decu, Deda Mraza i Doga. Njegove glavne mete su obično Supermen i Dedstrouk. Lobo često posećuje restoran pod imenom Alov restoran, gde često flertuje sa Alovom jedinom kelnericom Darlin. Iako Lobo često štiti ovo dvoje od česte opasnosti, on ne shavata da njegova sklonost prema nevolji često prouzrokuje da uništi restoran. Al i Darlin kasnije uspevaju da napreduju uprkos Lobovom apetitu za uništavanje, kada uspeva da uništi ceo grad, osim restorana, što primorava hordu gladnih građevinskih radnika da jedu u njihovom restoranu jer jedino mesto gde se može kupiti hrana. On uspeva da uništi jedan restoran koji dobija od Ala kao rođendanski poklon.
Poslednje prikazivanje Lobo i restorana pojavljuju se u stranicama Lobo #1,000,000 (novembar 1998), gde je njegova poslednja avantura prikazana. Prikazan je kao morbidno gojazan gde radi kao cirkuska atrakcija, plašeći turiste da ostave svoje pare. Nedugo zatim pojavljuje se zgodna klijentkinja koja mu nudi posao da nađe legendarnog zlikovca pod imenom Malo Perverzo. Prospekt poslednjeg dobro plaćenog posla i pokušaja da spava sa klijentkinjom, Lobo prihvata, koristeći restoranov teleport da pokupi svoju opremu. Kasnije se otkriva da je „klijentkinja“ niko drugi neko Darlin, koja je želela da ga vidi u svom vrhuncu umesto da i dalje tone u lenjost.
Kada je povratio svoju opremu, upao je u generalštab Legije Pravde U Pokušaju uništavajući svakog ko mu stane na put, kako bih mogao da hakuje njihovu arhivu tražeći informacije  u vezi Malo Perverzo. Tamo, on biva napadnut od strane Perverza lično, koji otkriva da je u stvari Klejmen, timov član koji može da menja oblika, priznajući da je glumio Perverza kako bih se ga otarasio. Klejmen priznaje da je Perverzo otišao u crnu rupu. Lobo, željan da nađe Perverza, kreće u crnu rupu. Ironično, da zbog Lobov mešanaj u planetarni konflikt u samom broju, Al dobija paket kroz teleporter namenjen za Loboa – koji eksplodira, uništavajući restoran ponovo. 
U jednom trenutku, Lobo je imao problema sa sopstvenim klonom koji je preživeo prethodne avanture- Borba između njih čini nejasno koje od njih preživeo. Nekoliko čitalaca je zaključilo da je originalni Lobo pobednik, pošto je u stripu, Lobo hirurški ugradio minijaturni radio koji ima u glavi neko vreme pre borbe, implicirajući da samo organska materija može biti klonirana.
Lik je učestvovao u nekoliko šemama kako bih zaradio pare, kao što su imitiranje sveštenika i glumeći pop-rock ikonu. Većina ovih šema završava se nasilnom smrću svih umešanih. Ima mnogo prijatelja koji su lovci na glave, iako imaju sklonost da završe mrtvi ako su u društvu Loboa, ili od njegove strane ili neprijatelja sa kojim se susreće.

### Krosoveri
Lobo je u stripu sukobvljavao i sarađivao sa Supermenom. Takođe se susretao sa Betmenom nekoliko puta, iako su njihovi susreti u Elsvorlds (eng. Elseworld) kontinuitetu priča. Borio se i sarađivao sa Gajom Gardnerom više puta, pomažući mu da uništi razne vanzemaljske pretnje na Zemlji. Lobo često posećuje Ratnike, Gajov bar gde uživa u besplatnim pićima.
Borio se protiv Akvamena kada je svemirski delfin koji je došao na Zemlju bio ubijen od strane japanskih ribolovaca. Prestao je borbu kada je saznao da Akvamen nije samo njihov prijatelj već je i odgajan od strane njih. „Au, prokletsvo,“ promrljao je Lobo. „Sada moram da budem civilizovan.“ Iako Lobo smatra da nemože da povredi ljubitelja delfina, on ne pokazuje takvo milosrđe prema ribolovcima.
Lobo se takođe pojavio u Autoriti. U jednom takvom pojavljivanju, Dženi Kvantum nalazi strip u kom je opisano Lobovo ubistvo Deda Mraza; gde dobija napad besa. Ona probija barijeru između njene dimenzije i Lobove gde on živi u stripu. Biva umešan u borbi sa Autoritetom.
Lobo je imao susreta sa Hitmenom, Valor, Starmen, Rey, Dedmen, Zeleni Fenjer, LPA. StormVoč, Mister Mirikl, Legija Superheroja, Kapetan Marvel, Čudesna Žena, Fejt, Stranih Sedam, Supergrl, Superboj i mnogi drugi.

### L.E.G.I.O.N/R.E.B.E.L.S
Lobo radi kao nezavisan lovac na glave sve dok ne biva prevaren od strane Vril Doksa da se učlani u međuzvezdanu policiju, L.E.G.I.O.N. Međutim, on nastavlja solo aktivnost, koja ga često dovodi na Zemlju i u konflikt sa njenim herojima. Ostaje lojalan Vril Doksu posle L.E.G.I.O.N, kada njegovo vođstvo biva uzurpirano od Doksovog sina, dok svađa između Lobo i Doksa ne natera Doksa da otpusti Loboa iz njegove službe. Posle ovoga, Lobo opet postaje punopravni lovac na glave.

### Mali Lobo
U 2000 godini, magični icident transformiše Loboa u tinejdžera. U ovom stanju, on pristupa Mladoj Pravdi gde zajedno sa njima putuje na Apokolips, gde biva ubijen u borbi. Međutim, spomenuti magični icident vraća mu sposobnost da stvara klonove od jedne kapi krvi. Milioni Loboa napada Apokoliptianske vojnike gde ih ubrzo pobeđuju. Lobo se onda okreću jedan protiv drugog sve dok jedan ne ostane; u procesu, preživeli Lobo izrasta odraslog čoveka. Njegovo vreme kao član Mlade Pravde postaje daleko sećanje. Jedan od tinejdžera, sa žutim očima, sakrio se tokom borbe. On pristupa Mladoj pravdi i preimenuje svoje ime u Slobo. Ovaj klon posle određenog perioda počinje da slabi, postaje slep, i oslabljuje do ivice smrti. Pre nego što umire, Darksajd ga teleportuje u generalštab Mlade pravde 1 Milion u 853 veku, pretvarajući ga u statuu, sa potpunom svešću i svestan procesa. Kada Lobo susreće Robina i Čudesnu Devojku ponovo kao član Mladih Titana, pokazuje da se ne seća njihove istorije sa njim, zaboravljajući svoje vreme kao njihov član.

### 52
U miniseriji stripa 52 koji je trajao od 2006 do 2007, Lobo se pojavljuje posle produžene pauze. Susreće se sa grupom heroja (koja se sastoji od Adam Strejndž, Animal Men i Starfajer), koji se nalaze zaglavljeni u svemiru posle događaja stripa Beskonačna Kriza iz 2005-2006. Na svačije iznenađenje on ih ne ubija. Lobo saopštava da je pronašao religiju, postavši duhovni vođa celog sektora 3500, koji je razoren od strane nepoznatog napadača. Trenutno je staratelj Ekronskog oka od žada. Posle pomaganja herojima da pobede Lejdi Stiks, on donosi Ekronsko oko troglavoj ribi bogu, koja u zameni oslobađa Loboa njegove zakletve da ne čini zlo. Kada mu je rečeno da je Oko jedina stvar koja može ubiti ribu, on je uništava. 

### Godinu Dana Kasnije
Lobo se pojavio u „Smrtno Ozbiljni“, dvodelna krosover serija sa Betmenom u avgustu 2007,pisan i crtan od strane Sema Kita. U dodatku, Lobo se borio protiv Mladih Titana i Plave Bube u njihovim stripovima kako bih zaustavio raketu namenjena Riču, što nije uspeo.
U „Vladavini Pakla“ miniseriji otkriveno je da Lobova duša još uvek u pakli prateći dogovor koji je načinio sa Neronom tokom 1995 priče Podzemlje Oslobođeno. Lobova patnja je dovoljna da napaja Neronov čitav zamak. Lobo biva oslobođen iz zatvora tokom borbe Etrigana i Plavog Đavola, razjaren uništavajući sve pred sobom u potrazi za Neronom kako bih mu se osvetio. Kako bih imao vremena da se oporavi pre nego što se bori sa Loboom, Etrigan krade dušu Plavog đavola ucenivši ga tako što mora da se bori sa Lobom kako bih je povratio. Tokom razjarenosti odsekao je Zatarinu glavu, nateravši njegovu ćerku Zatanu da ga pošalje u Ambis, smrt duše.
Kasnije, Lobo je viđen kako pomaže LGA tokom njihove misije u paklu, gde pomaže Fajer da pobedi boga Plutusa.

### "Najsjajniji Dan"
U priči „Najsjajniji Dan“ iz 2010 godine, Lobo se pojavljuje na Zemlji kako bih preuzeo nagradu na Atrocitosovu glavu. Posle borbe sa Hal Džordanom, Kerol Feris i Sinestro, on beži. Kasnije je otkriveno da je borba izrežirana od strane Atrocitusa lično. Kao nagradu, Lobo dobija prsten Crvenih Fenjera.

### R.E.B.E.L.S
Još uvek noseći prsten na lancu oko vrata, Lobo bivan regrutovan u baru od strane Vril Doksa, koji traži njegovu pomoć u borbi protiv njegovog „oca“ Breinijek i Puslar Stargrejv, zarobljeno oružje. Gubeći svoj svemirski motocikl, Lobo spašava planetu Kolu dok Breinijek i Pulsar Stargrejv beze. Lobo postaje stariji član Vril Doksove Legije stacioniran na planeti Rann, Vega Sistem galaksije. Nepoznato Lobou, Psionsi su stvorili klonove Loboa u pokušaju da stvore Czarnian rasu, što bih učinilo nezaustavljivim, ali se strip završava pre nego što se ovo odvija.

### Novih 52
U 2011 godini, DC Komiks je restartovao DC Univerzum sa inicijativom pod imenom Novih 52. Nova zamišljena verzija Loboa debitovala je u Dedstrouk #9, pisan od Roba Lajfelda. Ovaj Lobo je Czarnian robovlasnik koji ubija ostatak svoje rase izuzev svoje voljene princeze Šibe. Druga verzija, tvrdeći da je pravi Lobo, koji izgledom više podseća na original Posle-Krize, predstavljen je u Liga Pravde #23.2. Kulturan i veoma obrazovan, iako nemilosrdan, ovaj Lobo je međuzvezdani plaćenik i lovac na glave, sa mršavijom muskulaturom nalik na ranija pojavljivljanja. Ova verzija kreće prema Zemlji pošto otkriva da njegov parnjak, Czarninski uljez, boravio tamo. Prema predpriči ove verzije, Lobo je prvobitno bio telohranitelj Czarnijnske kraljevske familije, koja je koristila Eukarističke-nalik rituale uključujući i planetsku „životnu krv“, bazene slične Lazarovim jamama. Piti ili se kupati u ovim bazenima dobijale bi se regenerativne sposobnosti, spajajući ih sa Carom lično cele planete. Međutim, nepoznato lice je kontaminiralo je „životnu krv“, prouzrokojući da Czarninski car i svi građani koji su učestvovali u ritualu polude, što je nateralo Loboa da počini planetarnu eutanaziju, Nova serija stripa sa ovom verzijom debitovala je u oktobru 2014 sa poslednjim brojem u decembru 2015 godine.  

### DC Preporod
Lobo debituje u Liga Pravde protiv Odreda otpisanih kao jedan od zlikovaca oslobođen od strane Maksvela Lorda, očigledno vraćen na Pre-Novih 52 personu. On je član prvog Odreda Otpisanih Amande Volera. Betmen posle nekog vremena postavlja bombu u Lobovu lobanju, dižući je u vazduh. Pošto Lobo regeneriše glavu, on otkriva da je Betmen to učinio kako bih ga oslobodio od Lordove kontrole, prihvatajući Betmenovu ponudu da pristupi novom timu Liga Pravde kako bih uzvratio uslugu. U Hal Džordan i Armija Zelenih Fenjera, nova verzija Loboa je prikazana kao zarobljena u jednoj od Breinijekovih 2.0 flaša. Gaj Gardner ga skoro oslobađa, pre nego što Hal Džordan uzima bocu i govori mu da je „bolje da ostane na polici“.

## Moći i sposobnosti
U svim stripovima, Lobo je prikazan kao nemilosrdni lovac na glave. Ima samo jedno pravilo: kad preuzme ugovor, završava ga bez obzira na sve, rizikujući i povredu. Ako dobije kontra-ponudu za više para, onda završava novi.
Lobo poseduje izuzetno snagu neodređenih limita. Njegova snaga, mnogo nalik na druge moći, varira zavisno od interpretacije različitih pisaca stripova. U jednom od takvih primera, prikazan je da je jedva jači od običnog čoveka, dok u drugim, demonstrira fizičku snagu sličnu mnogo Supermenu. Prikazan je da sličan u snazi sa demonom Etriganom kad god se susretnu.
Lobo poseduje nadljudsku izdržljivost, koja takođe varira. Lobo je prikazan, u nekim situacijama, biva povređen od običnih metaka, dok u drugim njegova izdržljivost može da se meri sa Supermenovom, preživljavajući nezaštićen u dubokom svemiru, udare od različitog vrste oružja, ekplozija bez veće povrede. Pokazao je veliku podložnost ka gasnim hemikalijama. U jednom takvom primeru, Lobo biva proglašen besmrtnim; pošto umire i biva poslat u pakao, dokazuje je da je previše opasan za demone, a a kada biva poslat u raj, napravio je takav haos da je zauvek proteran iz zagrobnog života.
Ako Lobo pretrpi povredu, njegov izceljiljajuči faktor omogućava mu da regeneriše oštećeno ili uništeno tkivo sa superljudskom brzinom i efikasnošću, uz malo vidljivog bola. Lobo je u funkcionalno besmrtan. Imun je na efekat starenja i bolesti. Kao takav, iako može da istrpi povredu, može da se izleči od bilo kakve povrede za određeno vreme. Na primer, Lobo može da se regeneriše iz lokve sopstvene krvi, reciklirajući svoje ćelije.
Jedno vreme, Lobo je mogao da stvori kopiju sebe, posedujući sve veštine i moći. Iz svake kapi krvi koju je prolio. Ova moć je odstranjena od strane Vril Doksa tokom Lobovog perioda sa L.E.G.I.O.N-om, ali Lobo je dobio u seriji stripa Mlada Pravda, u kom je ostario od strane Klariona dečak vešca i ubijen u misiji na Apokalipsu. Njegova krv stvorila je na hiljade Lobo klonova koji su vodili rat na planeti. Kada su završili preokrenuli su se jedan na druge sve dok nije ostao jedan Lobo (trenutni). Jedan od njegovih klonova, Slobo je preživeo, ali je počeo da se raspada sve dok nije imao posla sa Darksajdom. U 52, on opet može da se stvori iz lokve krvi, ali bez klonova.
Lobo poseduje neverovatno čulo mirisa, koje mu omogućava da prati objekte između solarnih sistema, kao i zasebnu sposobnost praćenja pojedinaca preko galaktičkih distanci.
On je težak borac sa ekspertizom u nekoliko oblika oružane i ne oružane borbe. Njegovo omiljeno oružje je veliki titanijumski lanac sa mesarskom kukom na kraju, koju drzi obmotano oko desnog dlana. Sa vremena na vreme, koristi eksploziv i napredno vatreno oružje.
Uprkos svojoj nasilnoj i mangupskog prirodi, Lobo poseduje nivo intelekta ravan geniju u oblastima nasilja i uništenja. Može da stvori kompleksne zaraze i vakcine; u jednoj od njegovih priča o poreklu, on oslobađa kugu na Czarnia kao školski zadatak, prouzrokujući smrt cele populacije u roku od nedelju dana. 
Lobo poseduje izuzetnu brzinu ravnu Flešu. 
Lobo je obdaren sa sposobnošću da otkrije slabost u protivniku, samo gledajući u njega. 
Njegovo vozilo, neka vrsta svemirskog motocikla („Svemirski krmak“), često ga prati. On je njegovog dizajna i uprkos svojoj veličini, sposoban je za dugo i brzo putovanje kroz svemir. Štiti vozače koji su u neposdrednoj blizini od opasnosti svemira dajući im sposobnost da govore i dišu. Uspeo je da sakupi delove od uništene vremenske mašine koje je stavio na svoj motocikl stvoreći od njega motocikl koji može da putuje kroz vreme. Lobo tečno govori mnogo vanzemaljskih jezika (prema Lobou, 17,897) sa izuzetnim znanjem o lokacijama i kulturi raznih svetova bez spoljnih informacija o njima. Lobo je poznat po svom čudnom ponašanju i ljubavi prema cigarama. Poznato je da je jednom prilikom uništio celu planetu zato što nije uspeo da nađe cigare po svojoj želji.
Nije potpuno poznato do koje mere su njegove moći opšte za njegovu rasu a koje su jedinstvene za njega. U miniseriji stripa Poslednji Czarnianac i drugde, utvrđeno je da kloniranje i zaceljivanje poseduju svi Czarnianci, kao što je očigledno da mogu da prežive u vakuumu svemira. Pre ributa, Lobo je dobio prsten Crvenih Fenjera od strane Atrocitusa tokom „Najsjajni Dan“ priče.

## Czarnia
Czarnia je izmišljena planeta, stanište DC Komiks strip lika Loboa pre nego što je zbrisao celu populaciju planete. Poslednji Czarnianac može se videti u seriji stripa Lobo Poslednji Czarnianac od strane Sajmona Bislija i Kita Gifena. Czarnia više ne postoji u DC Univerzumu. 
Uprkos ličnosti njihovog „poslednjeg sina“, Czarnianci su miroljubiva rasa. Czarnia je bila u zlatnom dobu gde je postala utopija, bez kriminala koja se mogla porediti sa Kriptonom. Imali su mnoge socijalne institucije kao na zemlji, kao što su jaslice, muzički koncerti i ludnice.
Više fokusa na Czarniansku civilizaciju se može videti u grafičkom romanu DC Univerzum: Poslednji Sin i Lobo Godišnji (tom 2)#3 (1995).
Czarnianci, nekadašnji stanovnici Czarnije, su opisani kao miroljubivo društvo, nenaviknuto na socijalne nemire. Zbrisani su pošto je Lobo bio-inženjerski stvorio škorpionske nalik stvorenja sa smrtonosnim ubodom koje je oslobodio na Czarniju. Smrt od uboda je veoma spora. 
Lobo veruje da je on poslednji Czarniajac, ali u Sajmon Bislijevoj i Kit Gifenovoj mini seriji pod nazivom Lobo: Poslednji Czarnijanac, on otkriva da to nije baš tako. Jedan  Czarnijanac je poslat van planete kad je kuga bila puštena, a kao slučajnost do se desilo njegovoj učiteljici iz četvrtog razreda Mis Trib.
Lobo biva angažovan da dovede Mis Trib ka njegovom poslodavcu Vril Doksu. Lobo uzima svoja obećanja ozbiljno; prati ga reputacija da drži svoju reč. Održava je u životu. Iako joj u jednom trenutku odseca noge kako ne bih odlutala. Kada je ispunio svoj ugovor dovevši je Vrilu Doksu, on je odmah ubija lomeći joj vrat. 
Priča o Czarniji je dobro poznata širom univerzuma, zbog objavljivanja Lobove biografije. Ova knjiga je predstavljena u Lobo #0 (oktobar 1994), diskutovana od strane nekoliko prevaranata koji bivaju gonjeni od strane Loboa lično. 
Planeta je kasnije postala mesto pokušaja ubistva na Loboa, koja je detaljno opisana u miniseriji „Lobo Čedomorstvo“. Hiljade potomstva, nastale od njegovog ženskarenja, stvaraju bataljon kako bih napravili zasedu. Lobo, misleći da učestvuje u ratnim igrama, patrolira kroz razne Czarnijanske kanjone, nalazeći svoju kuću tokom puta, koja nekako nije srušena.
Većina njegove dece biva ubijena u borbi sa „Brutiš“ imperijom, rasom vanzemaljaca koja su hteli preuzeti planetu za sebe. Lobo ubijajući neprijateljsku vojsku, provodi ostatak vremena boreći se protiv poslednje od svoje dece. Ova bitka se događa na visokom regionu sa malo biljnog života. Na kraju on biva poslednji preživeli. Planeta je pretrpela mnogo uništenja usled borbe.

## Druge Verzije
- U dvodelnoj priči Lobo protiv Maske krosoveru, Lobo biva angažovan za sumu od milijardu kredita od saveta sastavljen od članova nekoliko uništenih planeta da pronađe počinioca. Njegov trag ga dovodi na Zemlju, gde se Lobo susreće sa nosiocem drevne maske. Bitka uništava Menhetn ostavljajući Loboa kao odsečena glava čekajući da regeneriše telo. Velika Glava, ubeđujući  Loboa da želi da nađe prethodnog nosioca maske, dogovaraju se da zajedno ulove „Ultimativnog Skota“. Velika Glava ga zavlači, ubijajući još više, uništavajući solarni sistem u međuvremenu. Kad mu je Velika Glava dojadila, Lobo koristi specijalnu „granatu krivice“ koja natera nosioca da ukloni masku tako da bih sam mogao da je korist. Lobo potom ubija čitav intergalaktički bar pun vanzemaljaca. Biva usisan u crvotočinu putujući kroz svemir. Kada je sleteo u nepoznatu teritoriju, Lobo/Maska kreće u planetu, uništavajući 400 godišnju Osećajući Se Dobro Igara, uvredivši kralja on nastavlja da ubija ostale ljude. Nacrt od voštanih boja ostavljen na njegovom motoru sa natpisom „TI SMRDIŠ“ ga toliko iznervira da uništava nekoliko planeta tražeći osobu koja je napravila crtež. Budeći se jednog dana, Lobo se nalazi na Zemlji, shvatajući da ga maska iskoristila. On je baca prilikom odlaska, ali susreće sebe kako dolazi na Zemlju. Kako se ispostavlja, crvotočina ga poslala nazad mesec dana kroz vreme. On je angažovan da nađe samog sebe, ali ulica u kojoj baca masku je ista ulica u kojoj će džeparoš naći u prvom delu. Međutim, Lobo prekida vremenski tok, predajući drugog sebe sa ofarbanom glavom(u zeleno) kako bih dobio nagradu. Velika Glava, shvata da je Lobo prekinuo tok, odlučujući da se zabavlja na svojoj Zemlji.
- U Amalgam Strip univerzumu, Lobo je spojen zajedno sa Hauardom Patkom kako bih stvorili Lobo Patak.
- “Trener Lobo“ šalje Male Titane na trku oko sveta u broju #16 te serije. U tiradi o lenjosti kojoj govori svojim učenicima, Lobo otkriva da, „ Na mojoj planeti, kad sam bio klinac, morao sam da trčim ka školi uzbrdo u oba pravca!... Uzbrdo u kiši i snegu zajedno! Vulkani su eruptirali svuda oko nas! Delfini su bili svuda! Sve što smo imali za zabavu bila je vežba!“ Trener Lobo se takođe pojavljuje u brojevima #18,#22,#32,#41, i #45.

## U drugim medijama

### Televizija

#### Animacija
- Lobo se pojavljuje na malom ekranu prvi put u seriji Supermen: Animirina Serija, sa Bred Garetom kao glasovnim glumcem. Kao i u stripu, Lobo poseduje izuzetnu snagu i izdržljivost, kao i preuveličani arsenal oružja. Moći isceljenja i napredna čula koja poseduje u stripu nisu prikazana, iako pretrpljuje povrede velike kao i u stripu. Lobova mesarska kuka je korišćena dvaput u njegovom pojavljivanju u Supermen:Animirana Serija, epizodama „Glavni Muškarac“, nije korišćena zbog  borbenih razloga kao i zbog Standarda i Prakse Emitovanja, i teškoće animiranja oružja. Većinom vremena koristi pajser ili pesnice tokom borbe. U epizodi „Glavni Muškarac“, Lobo je angažovan od strane vanzemaljca „Čuvar“ da zarobi Supermena i doda ga svojoj kolekciji retkih i istrebljenih vrsta. Čuvar odlučuje da doda Loboa svojoj kolekciji, pošto je Lobo takođe poslednji od svoje vrste. Supermen udružuje snage sa Loboom kako bih pobegli. U povratku, Lobo obećava da ostavi Zemlju netaknutu. Lobo se pojavljuje delimično u „ Kraljica Ratnika“ u kojoj Maksima se zaljubljuje u Supermena. Pošto Supermen odlazi, Lobo se pojavljuje u Maksinom tronu sa nagradom za hvatanje De’Çine, Maksima počne da bude obsednuta Loboom.
- Web serija namenjena za odrasle pod nazivom Lobo, izdata je 2000 godine. Glas mu je davao Greg Igls u početku ali biva zamenjen kasnije sa Kevinom Majklom Ričardsonom.
- Lobo se vraća na Zemlju u epizodi Liga Pravde „Ovdekasnije“ sa Bred Geretom kao glasovnim glumcem. Verujući da je Supermen mrtav, Lobo želi da se učlani u Ligu Pravde, insistirajući da može da preuzme Supermenovo mesto. Liga nevoljno dozvoljava Lobou da im pomogne dok se bore protiv velikog broja superzlikovaca koji lutaju kroz Metropolis. Lobo uspeva da zarobi Kalibaka pod gomilom automobila. Na kraju epizode, Supermen se vraća u sadašnjost, gde sprečava Dedšotovo ubistvo Betmena. Kada Lobo izjavi da je cela Liga Pravde ponovo zajedno, Supermen mu govori da izbroji ponovi, izbacujući ga, izjavljujući da nije materijal Lige Pravde. Nezadovoljan odlukom, Lobo odlazi sa hovermotociklom govoreći da ako Liga Pravde potrebna pomoć da ga nezovu. Dok Lobo odlazi, Marsovac Menhanter govori, „Nisi ni nam bio potreban ni sad“.
- Lobo se delimično pojavljuje u epizodi Legije Superheroja pod imenom „Nasleđe“.
- Lobo se pojavljuje u epizodi serije Mlada Pravda „Srećna Nova Godina!“, sa Davidom Sobolovom kao glasovnim glumcem. On napada zgradu Ujedinjene Nacije angažovan da napadne Sekretar-Generala Tseng, samo da bih bio napadnut od strane timovog Beta Odreda (koji se u tom trenutku sastojao od Betgrl i Čudesne devojke). Tokom borbe, otkriveno je da Tseng u tajnosti Krolotean, pošto Lobo cepa njegovu masku na pola. Lobo odlazi sa Krolotijancem kako bih ga predao ljudima koji su ga angažovali. Lobo se vraća u Sezoni 3 epizoda „Kućni Požari“. Angažovan da ubije Foradžera, Lobo dolazi na Zemlju  gde biva napadnut od strane Najtvingovog tima koji štiti Foradžera gubeći prst u borbi Kasnije je otkriveno da je Svetlo angažovao Loboa da napadne Foradžera. Na kraju epizode „Nikad više“, Lobo ubija minijaturnog klona koji je stvoren od prsta koji je izgubio.
- Lobo se pojavljuje u animiranoj seriji Liga Pravde Akcija, sa Džonom DiMadžio kao glasovnim glumcem. Prvi put se pojavljuje u „Prati taj Svemirski Taksi“ gde je angažovan od strane Gazde Keka da dovede Gospodina Majnda. Ovo dovodi Loboa u konflikt sa Supermenom koji beži  sa Gospodinom Majndom uz pomoć Svemirskog Taksista. Kada Houkmen dospeva, on pomaže Supermenu da se bori protiv Loboa koji se završava sa Loboom koji slučajno gazi Gospodina Majnda. Kada prikazuje zgažene ostatke Gazda Keku on pita Loboa da li mu je poznato šta se dešava sa ostatkom crva koji biva zgnječen. U epizodi „Bes Crvenih Fenjera“, Lobo krade nekoliko prstena Crvenih Fenjera koji susreće Atrocitusa i Crvenih Fenjera protiv Liga Pravde. Ovo je deo diverzije koja omogućava Lobou da otključa moć Paukove Rukavice. Liga Pravde i Crveni Fenjeri rade zajedno kako bih pobedili Loboa. U epizodi „Fatalna Vožnja“, Lobo se pojavljuje u reklami Roksi Roket kao jedan od njenih klijenata.

#### Igrani film
- Lobo je indirektno pomenut u Supergrl epizodi „Istina, Pravda i Američki Put“ u kojoj Alex Denvers pita Marsovca Menhantera da li misli da li je pojedinini intergalaktički lovac na glave na Zemlji. Tačnije, razgovor, se događa pošto njihova glavna meta biva oteta od strane zagonetne ličnosti, naterala ih da spekulišu da je kidnaper lovac na glave koji je došao na Zemlju, Marsovac Menhanter je isključio tu mogućnost da je Lobo pošto izjavljuje „Ako je on u gradu, [Odeljenje za Paranormalne Operacije bi| znale.“
- Lobo se pojavljuje u drugoj sezoni Kriptona igran od strane Emeta J Skanijana. 
  - U junu 2019, spinof pod nazivom Lobo je najavljena da je u razvoju sa Skanijanom koji reprezira ulogu. Međutim pošto je serija Kripton prekinuta, ovaj spinof nije nastavljen.

### Film

#### Igrani film
U septembru 2009, Vorner Bros je najavio da će Gaj Riči producirati direktnu igranu adaptaciju sa Loboom kao glavnim likom. Varajiti je opisao premisu: „Lobo je sedam stopa (213 cm) visok, plave kože, neuništiv i mišićav antiheroj koji vozi modifikovan motocikl koji sleće na Zemlju u potrazi za četiri begunca koji pustoše grad. Lobo se udružuje sa mladom devojkom iz gradića kako bih zaustavili stvorenja.“ Riči je trebao da započne produkciju Loboa rane 2010 i da doprinese „nepošten,grub ton“ filmu kao što je uradio sa prethodna dva filma Dve džađave dvocevke i Sneč, iako je studio ciljao ka PG-13 rejtingu od strane Igrane Slike Asocijacije Amerike. Rane 2010, javljeno je da je Riči napustio projekat kako bih nastavio da radi na nastavku hit filma Šerlok Holmsa. Budućnost filma je stavljen na čekanju. 2012 godine, Dedlajn javlja da Bred Pejton će režirati i pisati scenario za film. U julu 2012, Dvejn Džonson je putem Tvitera najavio da je u pregovoru sa Džoel Silverom i Bred Pejtonom da igra Loboa, međutim u februaru sledeće godine, Džonson je napustio projekat kako bih igrao drugog zlikovca iz DC Univerzuma, Blek Adam iz Šazam. U martu 2016, javljeno je da će Džejson Fuks pisati scenario za film. U februaru 2018, DC Filmovi su pregovarali sa Majkl Bejom da režira film inspirisan uspehom Tim Milerovim Dedpul filmom, pod uslovom da Bej režira sa budžetom ispod 200 miliona dolara.

#### Ne-teatralno izdanje
U 2002 godini, Skot je režirao filmsku adaptaciju Lobo: Paramilitarni Božićni Specijal kao deo Američkog Filmskog Instituta direktorskog studijskog programa. Endrju Briniarski kao Lobo, Tom Gibis kao Uskršnji Zec i Majkl V Alen kao Deda Mraz. Ovaj film je napravljen sa budžetom od 2,400 dolara iako je mnogo profesionalaca doniralo vreme i trud. Premijera je bila u AFI u maju 2002 godine.

#### Animacija
- U direkt-na-dvd filmu Liga Pravde: Kriza na Dve Zemlje, na Zemlja-Tri verziji Lobo se pojavljuje kao Vorvulf koji je prikazan da nosi jedinstvenu kožni prsluk bez majice ispod. Prvi put je viđen na kompjuterskom ekranu, na listi na kojoj su prikazani svi članovi Kriminalnog Sindikata Amerike. Zaposlen je pod vođstvom Džoni Kvika. Kasnije ima puno pojavljivanje kad Marsovac Menhanter i Fleš napadaju Zemlju-3 verziju Zelene Strele i Crnog Kanarinca. Pobeđen od strane Marsovca, on zajedno sa Varvulfom, kada brod na kojem je bio počinje da tone. Nije viđen tokom ostatka filma.
- Lobo se pojavljuje u  Lego DC Komiks Superheroji: Akvamen: Bes Atlantide, sa Fredom Tataskiore kao glasovnim glumcem. Prvi put se pojavljuje na Dred jezeru koje je postalo isušeno. Akvamen se bori sa njim sve dok Liga Pravde ne stigne. Lobo uspeva da pobegne sa svetlećom plavom kuglom. Uradio je to za Gospodara Okeana kako bih on vratio Lobou njegovog ljubimca delfina pod imenom Fiši koji je postao član Crvenih Fenjera. Kada Liga Pravde planira da uništi Atrocitosovu napravu, Lobo je ujedinjen sa Fišijem koji pomaže Lizi Pravde. Pošto naprava biva uništena i Zemljini okeani vraćeni, Lobo stavlja lisice Atrocitosu i Deks Staru kako bih on i Fiši otišli na planetu Oa kako bih preuzeli nagradu za njihovo hvaćanje.
- Pojavljuje se u Lego DC: Šazam!: Magija i Čudovišta, sa Fred Tataskiore koji reprizira svoju ulogu. Tokom sredine filma, Lobo uspeva da uhvati Gospodina Majnda i planira da pokupi nagradu od 1,000,000,000,000 dolara nagradu koja je stavljena za njegovo hvaćanje.
- Lobo se pojavljuje u  Supermen: Čovek Sutrašnjice, sa Rajanom Hurstom kao glasovnim glumcem. Noseći Kriptonski prsten, on stiže na Zemlju tražeći poslednjeg Kriptonijanca gde ga Klark Kent iznenađuje na svakom koraku. Lobo se bori sa Marsovcem Menhanterom. U S.T.A.R Laboratorijama, Lois sreće Lobo u ćeliji gde je laže i seksualno uznemirava umesto da priča sa njom. U tom trenutku, Parazit se pojavljuje, ubijajući čuvare i naučnike, dobijajući energiju iz Lobove ćelije, oslobađajući ga pre nego što postaje čudovište. Lobo je kasnije prikazan sa Leks Lutorom kao partnerom kako bih se suprostavili Parazitu. Iako izgleda da je ubijen, Lobo se susreće sa Supermenom i Marsovcem Menhanterom na vrhu Dejli Planetu pre nego što je otkriveno da postoji još Marsovaca i Kriptonijanaca, pre nego što napušta Zemlju.

### Video Igre
- Okean Softver je 1995 godine razvijala Lobo igru za Atari Jaguar CD, Mega Drajv/Genesis i Super NES. Bila je borbena igra sa likovima iz Lobovog stripa. Šestostrana najava igre je predstavljena u časopisu o video igrama Nintendo Pauer, Broj 84 (May 1996). Kao što je prikazano, igra je imala nekoliko bagova i manjkala je zvuk. Pregled završene verzije Genesis pojavila se u GejmPro i Elektronik Gejming Mesečno. Recezenti su kritikovali da igra ima loše nacrtane likove, loše specijalne udarce i da je singl-plejer mod gde se samo Loboom može igrati. Prototip završene Genesis verzije je nađena sa ROM slikom koja je izbačena 15 septembra 2009 godine od strane španske Sege zajednice, dok prototip Super Nintendo verzije je nađen i izbačen 10 februara 2016 od strane AsemblerGejms zajednice.
- Lobo se pojavljuje kao dodatni lik koji se može digitalno skinuti u igri Indžastis: Bogovi Među Nama, sa Davidom Sobolovom kao glasovnim glumcem koji reprizira svoju ulogu iz Mlade Pravde. U Arkejd kraju, Lobo postaje najbogatiji čovek u galaksiji loveći neprijatelje Režima, ali mu ubrzo postaje dosadno. Posle toga odlučuje da lovi Nove Bogove.
- Lobo je igrani lik u igrici DC Unčejnd.

#### Lego
- Lobo se pojavljuje kao igrani lik u Lego Betmen 3: Van Gotama, sa Travisom Wilinghemom kao glasovnim glumcem.
- Lobo se pojavljuje kao igrani lik u Lego DC Super Zlikovci sa Davidom Sobolovom kao glasovnim glumcem. On postaje dostupan za kupovinu kada mu igrač pomogne u zadatku u kojem mora slikati njega i Darksajdov tron. Dajući 150,000 za otključavanje Lobo nagrađuje igrača sa dostignućem „Glavni Čovek Dolazi“. Lobo pripoved seriju bonus misija sa Ligom Pravde, izgovarajući dok teroriše restoran negde u svemiru. Služi kao pripovedač u nekoliko nivoa koji se mogu digitalno skinuti.

### Literatura
Lobo je glavni lik u romanu DC Univerzum: Poslednji Sinovi, pisan od strane Alana Granta, izdat 2006 godine. Knjiga takođe prikazuje Masovca Menhantera i Supermena kao glavne likove. Tri glavna junaka su „poslednji sinovi“ njihove rase, skupljeni od strane svemirskog vanzemaljca koji želi uništiti život, birajući njih prvo da napadnem pre nego što oni uspevaju da pobegnu i pobede ga.